# Gabriel Brown
Gabriel Brown est un acteur québécois.

## Filmographie partielle
- 2010 : Un tueur si proche (TV Series) - Last Call (Massimo Giusto):  Employé #2 Pizzéria
- 2009 : Phantom, le masque de l'ombre  (TV Mini-Series) - 2 épisodes : un officier de police
- 2009 : Impasse film de Joël Gauthier : Garçon au vestiaire
- 2007 : L'Auberge du chien noir  - épisode : Futurs mariés ?  (TV Series) : Le livreur
- 2006 : François en série - épisode : C'est quoi être un bon parti ?  (TV Series) : Christian
- 2006 : Minuit, le soir - épisode #2.7 (TV Series) : Drunk student